# Поховайте мене після смерті
Поховайте мене після смерті (англ. Bury Me Dead) — американський фільм-нуар режисера Бернарда Ворхоса 1947 року.

## Сюжет
Барбара Карлін відвідує власні похорони і дізнається, що її власний чоловік, Род Карлін, намагався вбити її.

## У ролях
- Кеті О'Доннелл — Расті
- Джун Локхарт — Барбара Карлін
- Хью Бомонт — Майкл Данн
- Марк Деніелс — Род Карлін
- Грег МакКлюр — Джордж Мендлі
- Мілтон Парсонс — Джеферс, дворецький
- Вірджинія Фармер — місіс Хаскінс, покоївка
- Соня Деррін — Хелен Лоуренс
- Кліфф Кларк — Арчер, детектив